# With Devils Amongst Us All
With Devils Amongst Us All é o terceiro álbum de estúdio da banda Walls of Jericho, lançado a 24 de Fevereiro de 2006.
Deste álbum saiu o vídeo "A Trigger Full of Promises". O disco atingiu o nº 24 do Top Heatseekers e o nº 31 do Top Independent Albums.

## Faixas
Todas as faixas por Mike Hasty, Candace Kucsulain, Chris Rawson, Aaron Ruby, Schoenhofer e Walls of Jericho. 
1. "A Trigger Full of Promises" - 3:48
2. "I Know Hollywood and You Ain't It" - 2:39
3. "And Hope to Die" - 3:14
4. "Plastic" - 3:16
5. "Try. Fail. Repeat." - 3:13
6. "The Haunted" - 3:23
7. "And the Dead Walk Again" - 3:23
8. "Another Day, Another Idiot" - 1:58
9. "No Saving Me" - 4:08
10. "Welcome Home" - 2:17
11. "With Devils Amongst Us All" - 3:36